# Мисисипи Вали Стејт (Мисисипи)
Мисисипи Вали Стејт (енгл. Mississippi Valley State) град је у америчкој савезној држави Мисисипи.

## Демографија
По попису из 2010. године број становника је 1.182.
| Група             | 2000.    | 2010.         |
| Белци             | 0 (0,0%) | 47 (4,0%)     |
| Афроамериканци    | 0 (0,0%) | 1.086 (91,9%) |
| Азијати           | 0 (0,0%) | 19 (1,6%)     |
| Хиспаноамериканци | 0 (0,0%) | 11 (0,9%)     |
| Укупно            | 0        | 1.182         |